# Molson Canadian Rocks for Toronto

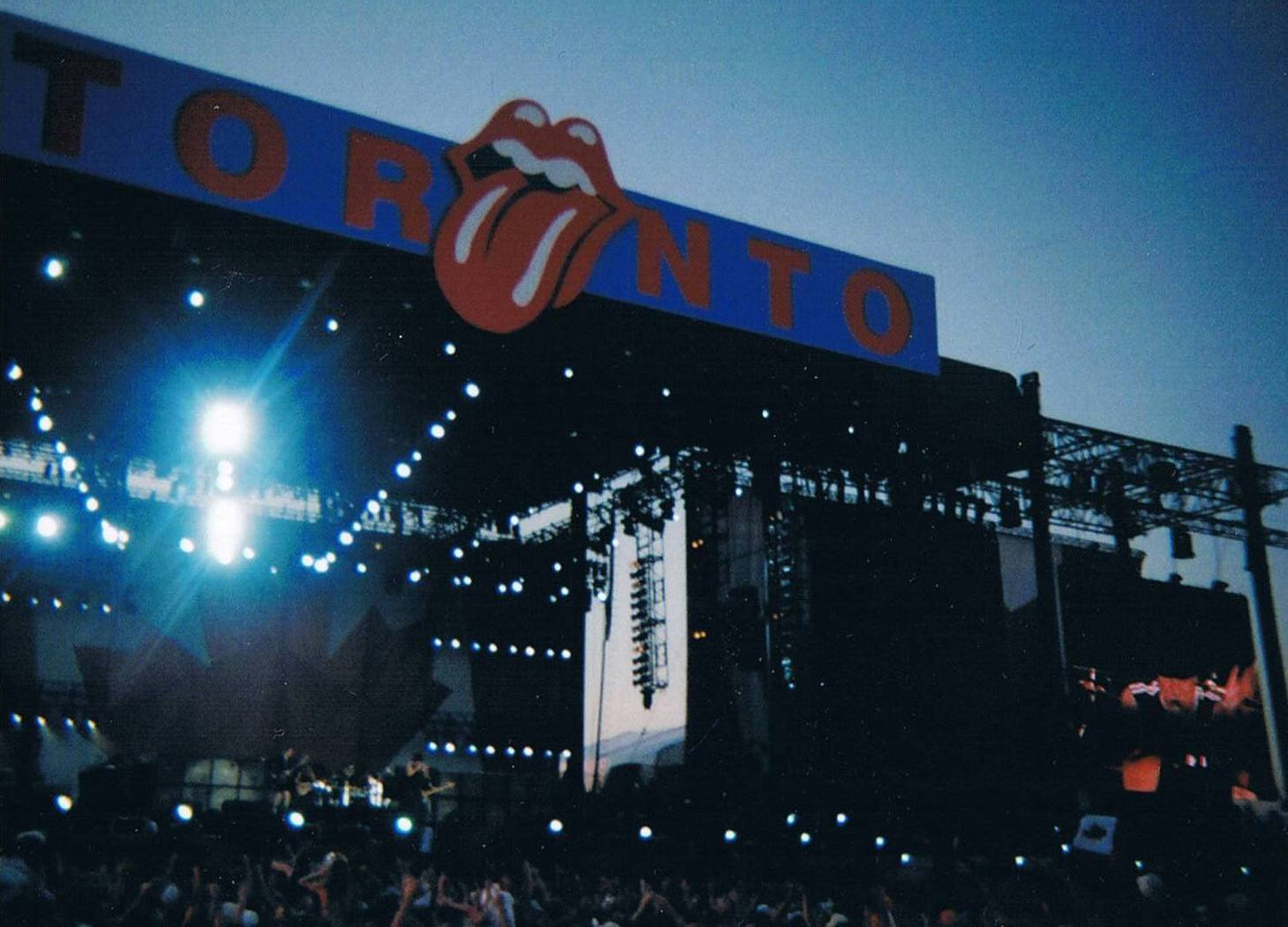
Palco do SARSStock Rolling Stones, em 2003.

Molson Canadian Rocks for Toronto, também cognomeada de Toronto Rocks, SARSStock, SARSfest, SARS-a-palooza, SARS concert ou The Rolling Stones SARS Benefit Concert, foi um espetáculo musical de rock que aconteceu em Toronto, em 30 de julho de 2003. O número de pessoas que atenderam ao concerto é estimada em cerca de 800 mil pessoas, sendo o maior espetáculo musical já realizado no Canadá, e considerado por muitos como o maior do mundo, por isto sendo cognomeada de Woodstock canadense.
O espetáculo foi organizado segundo uma sugestão dos The Rolling Stones, que queriam ajudar a reaviver a economia de Toronto após uma epidemia de SARS ter matado 42 pessoas em abril e maio daquele ano.